# Stewart Lee

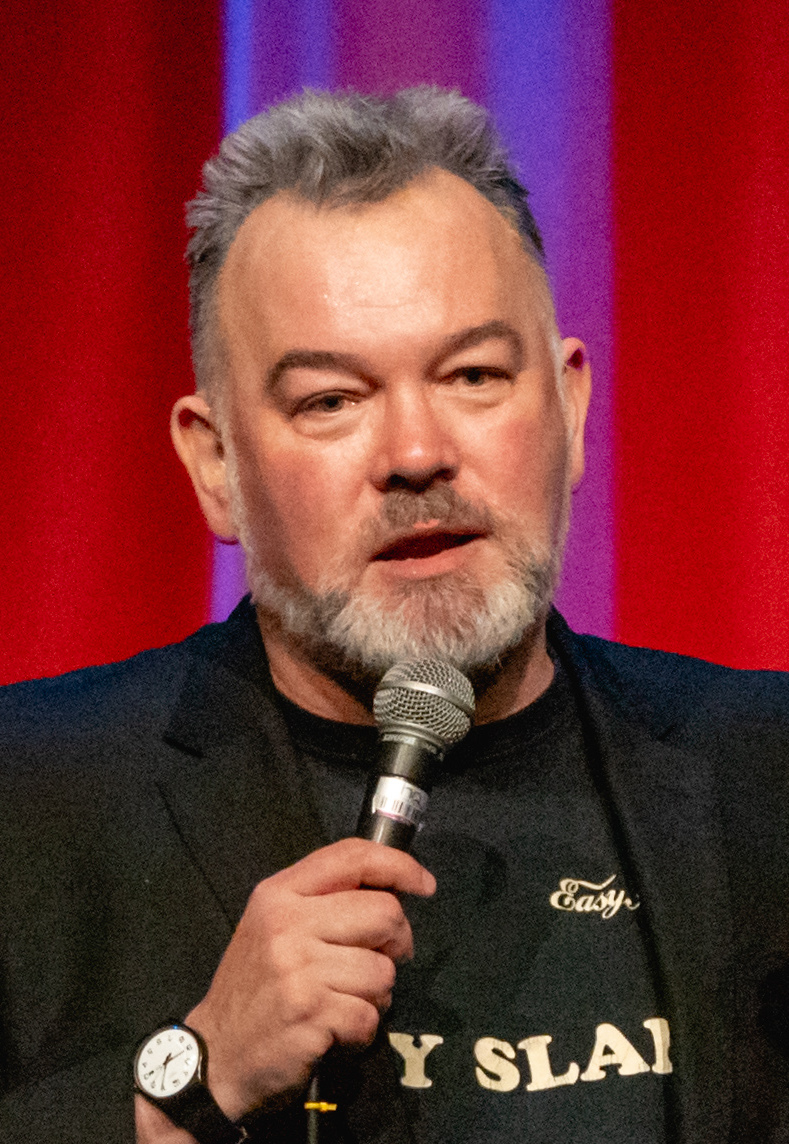
Stewart Lee, 2020

Stewart Lee (* 5. April 1968 in Wellington (Shropshire)) ist ein britischer Standup-Komiker, Kabarettist, Satiriker, Romanautor, Regisseur und Musikjournalist.

## Leben
Lee, geboren in Wellington (Shropshire), wurde als Kind adoptiert und wuchs in Solihull auf. Er studierte Anglistik am College St Edmund Hall der University of Oxford, wo er seinen späteren Comedy-Partner Richard Herring kennenlernte. Er ist verheiratet mit der Stand-Up-Komikerin Bridget Christie; die beiden haben zwei Kinder.
Er unterstützt die British Humanist Association, ist Ehrenmitglied der National Secular Society und arbeitet für die Benefiz-Organisation The Arts Emergency Service.

## Wirken
Als Comedian verpackt er seine beißende Kritik in leise Töne und kleine Gesten; mit seiner anti-populistischen Haltung hat er sich eine treue Fangemeinde und den Respekt der Kritiker erarbeitet. So wurde Lee 2009 in einem Artikel der Times als „the comedian's comedian, and for good reason“ bezeichnet und zum „Gesicht des Jahrzehnts“ ernannt. Er gehörte zur Truppe Cluub Zarathustra, die von Robert Wringham in einem Buch beschrieben wurde.
Internationale Bekanntheit erlangte das satirische Musical Jerry Springer: The Opera (siehe auch: Jerry Springer), an dem er als Ko-Autor und Ko-Regisseur mitwirkte. Seine Stand-Up-Programme werden regelmäßig von der BBC und Channel 4 ausgestrahlt.
Bei den British Comedy Awards 2011 gewann er die Auszeichnung „bester männlicher Fernsehkomiker“ und seine Fernsehserie Stewart Lee's Comedy Vehicle die Auszeichnung „bestes Comedy-Unterhaltungsprogramm“.
Lee schreibt Musik-Rezensionen für eine Reihe von Publikationen, darunter seit 1995 die Sunday Times.

## Veröffentlichungen (Auswahl)

### Bücher
- Fist of Fun (mit Richard Herring; Sachbuch) BBC Books, 1995. ISBN 0-563-37185-4; ISBN 978-0-563-37185-4
- The Perfect Fool (Roman) Fourth Estate, 2001. ISBN 1-84115-365-6; ISBN 978-1-84115-365-0
- The Wire Primers: A Guide to Modern Music (Kapitel über The Fall)
- How I Escaped My Certain Fate – The Life and Deaths of a Stand-Up Comedian. Faber & Faber 2010 ISBN 0-571-25480-2
- The 'If You Prefer a Milder Comedian, Please Ask For One' EP. Faber & Faber 2012 ISBN 978-0-571-27984-5

### Videoalben
| Title                                              | Released |
| -------------------------------------------------- | -------- |
| Stand Up Comedian                                  | 2005     |
| 90s Comedian                                       | 2006     |
| 41st Best Stand Up Ever                            | 2008     |
| Stewart Lee's Comedy Vehicle – Series One          | 2009     |
| If You Prefer a Milder Comedian Please Ask for One | 2010     |
| Stewart Lee's Comedy Vehicle – Series Two          | 2011     |
| Fist of Fun – Series One                           | 2011     |
| Fist of Fun – Series Two                           | 2012     |
| Carpet Remnant World                               | 2012     |
| The Alternative Comedy Experience - Series One     | 2013     |

### Audio
- 90s Comedian [2007] (Go Faster Stripe, download)
- Pea Green Boat [2007] (Go Faster Stripe, CD and 10" vinyl)
- 41st Best Stand Up Ever [2008] (Real Talent, CD)
- What Would Judas Do? [2009] (Go Faster Stripe, CD)
- The Jazz Cellar Tape [2011] (Go Faster Stripe, CD)
- Evans The Death featuring Stewart Lee [2012] – Crying Song (B-Seite von Catch Your Cold)[13]

### Solo Edinburgh Fringe / Stand-up shows
- Stewart Lee [1994]
- King Dong vs Moby Dick [1997]
- American Comedy Sucks, And Here's Why (One Off Lecture at Edinburgh Fringe) [1998]
- Stewart Lee's Standup Show [1998]
- Stewart Lee's Badly Mapped World [2000]
- Pea Green Boat [2002] – [2003]
- Stand Up Comedian [2004]
- 90's Comedian [2005]
- What Would Judas Do? [2007]
- 41st Best Stand Up Ever [2007] (Work in progress title, March of the Mallards)
- Scrambled Egg [2008] (Work in Progress – notes toward Stewart Lee's Comedy Vehicle TV Series 1)
- If You Prefer A Milder Comedian, Please Ask For One [2009]
- Vegetable Stew [2010] (Work in Progress – notes toward Stewart Lee's Comedy Vehicle TV Series 2)
- Flickwerk 2011 [2011] (Work in Progress – notes toward Carpet Remnant World)
- Carpet Remnant World [2011] – [2012]
- Much A Stew About Nothing [2013] (Work in Progress – notes toward Stewart Lee's Comedy Vehicle TV Series 3)
- A Room With A Stew [2014] (Work in Progress – notes toward Stewart Lee's Comedy Vehicle TV Series 4)